# The Rocket

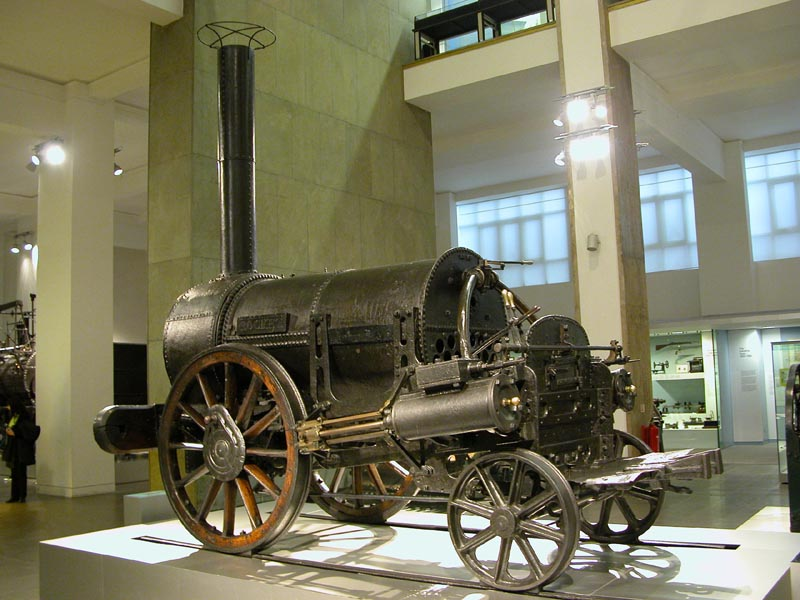
Locomotiva The Rocket păstrată la Muzeul Științei din Londra

The Rocket a fost o locomotivă cu abur timpurie construită de Robert Stephenson în 1829. A devenit celebră în urma câștigării unui concurs în care a atins viteza de 80 km/h. The Rocket avea aranjamentul roților în forma 0-2-2 (notația Whyte).